# Pica Porco

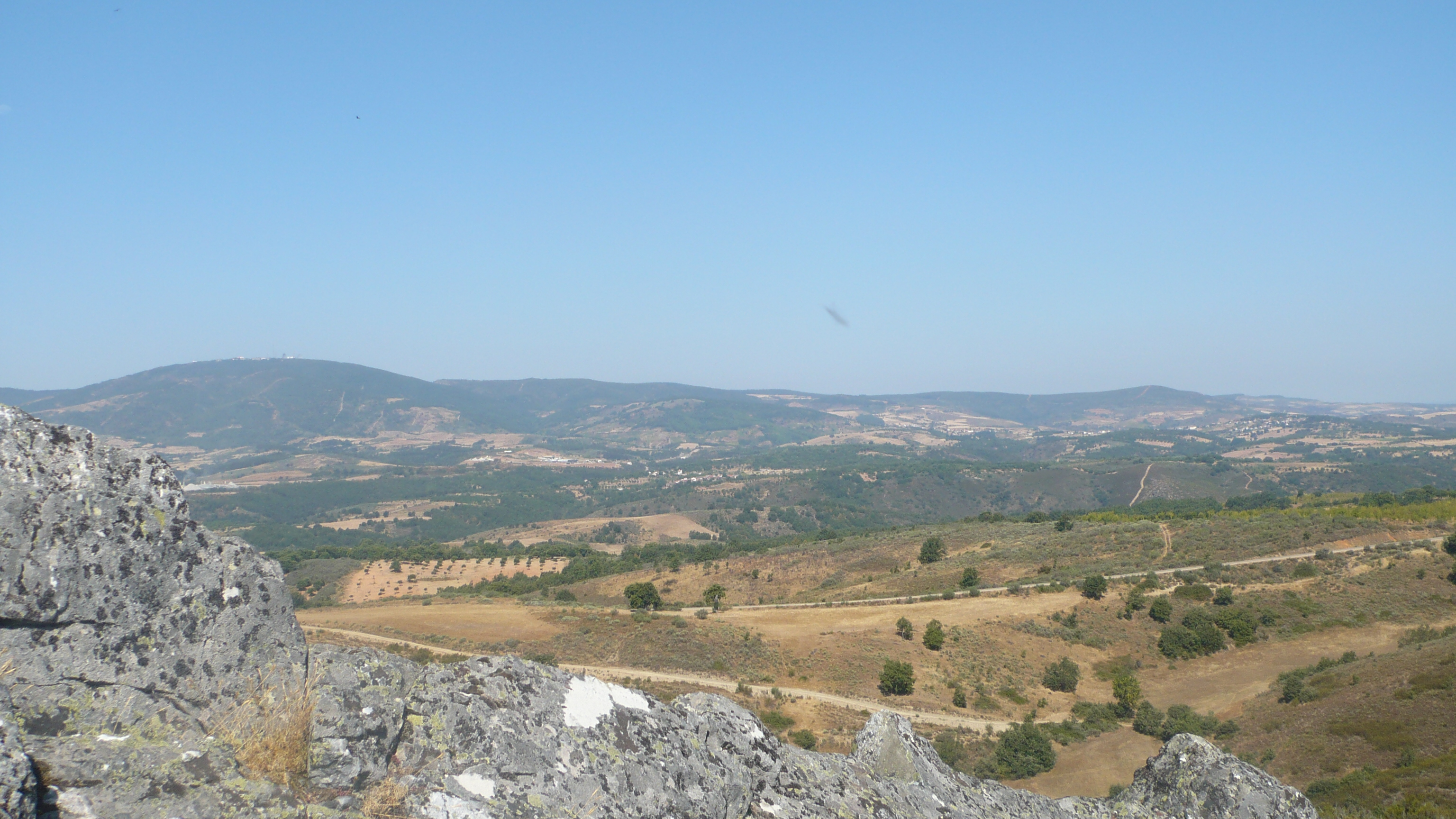
Serra da Nogueira vista de Pica Porcos

Pica Porco ou Pica Porcos é uma elevação pertencendo ao termo de Paredes, freguesia de Parada, Bragança, Portugal. No topo da mesma existe um marco geodésico (cota 823m) em alvenaria parcialmente ruído.
Para sudoeste fica o Castelo de Pinela, outra elevação mais imponente que está situada na freguesia de Pinela e a noroeste a Serra da Nogueira.
Vê-se esta elevação a partir de Paredes, mas também a partir da estrada que liga Paredes a Valverde e a Mós.
É de salientar ainda que o nome pode derivar do pássaro de mesmo nome.